# Zawadycze (przystanek kolejowy)
Zawadycze (biał. Завадзічы, ros. Завадичи) – przystanek kolejowy w pobliżu miejscowości Zawadycze, w rejonie grodzieńskim, w obwodzie grodzieńskim, na Białorusi.